# Vallée de l'Entlebuch
Pour les articles homonymes, voir Entlebuch (homonymie).
L'Entlebuch est une vallée de Suisse, située dans le canton de Lucerne.

## Géographie
Située entre le Napf et les Préalpes suisses, la vallée comprend les neuf communes de Doppleschwand, Entlebuch, Schüpfheim, Escholzmatt, Hasle, Romoos, Flühli, Marbach et Werthenstein qui composent l'actuel district d'Entlebuch.
Une partie de la vallée a été reconnue par l'Organisation des Nations unies pour l'éducation, la science et la culture (UNESCO) comme réserve de biosphère en 2002 puis comme parc naturel régional par l'Office fédéral de l'environnement en 2008.

## Histoire
Mentionné pour la première fois en 1139, le nom d'Entlebuch se réfère tout d'abord à un bailliage dépendant de la seigneurie de Wolhusen avant de conclure, en 1385, un pacte de combourgeoisie avec la ville de Lucerne qui achète la région en 1405 et doit la défendre contre la volonté bernoise de s'implanter dans la région. Source de nombreux troubles entre le XVe siècle et le XVIIe siècle, la vallée est le point de départ de la guerre des paysans de 1653.